# الخطوط الجوية الفلسطينية
الخطوط الجوية الفلسطينية هي شركة خطوط جوية تتمركز في قطاع غزة في الأراضي الفلسطينية المحتلة. كانت هذه الشركة تقدم خدماتها من غزة إلى الشرق الأوسط وشمال أفريقيا، كما تقوم بنقل الحجاج إلى مطار جدة. كان مقرها الرئيسي هو مطار ياسر عرفات الدولي، ومنذ العام عام 2012 كانت تعمل من مطار العريش الدولي. أُعلن في نهاية عام 2020 عن إغلاق الخطوط الجوية الفلسطينية.
الخطوط الجوية الفلسطينية هي أيضاً عضو في الاتحاد العربي للنقل الجوي.

## تاريخ الشركة
تأسست الشركة في الأول من يناير 1995 وبدأت أعمالها في يونيو 1997 بسلسلة من الرحلات الجوية لنقل الحجاج إلى جدة. وقد كانت الرحالات في البداية تنطلق من غزة، ولكن بسبب الحظر الإسرائيلي فقد أصبحت أعمال الشركة تجري في بور سعيد في شمال مصر.
جداول الرحلات بدأت في 23 يوليو 1997 برحلات من العريش إلى الأردن والسعودية والإمارات. وقد قامت الشركة بنقل مركزها إلى غزة عقب افتتاح المطار هناك في نوفمبر 1998. توقفت أعمال الخطوط الفلسطينية في أكتوبر 2000 عقب اندلاع انتفاضة الأقصى وأجبرت على الانتقال إلى مطار العريش الدولي في ديسمبر 2001 بعد أن دمرت القوات الإسرائيلية مدرج المطار الوحيد في غزة.
الخطوط الفلسطينية مملوكة بالكامل للسلطة الوطنية الفلسطينية.
في عام 2020، أعلنت وزارة النقل والمواصلات الفلسطينية عن اتخاذها قرارًا بإغلاق الخطوط الجوية الفلسطينية.

## الوجهات
تقدم الخطوط الجوية الفلسطينية رحلات إلى:
مصر
- عريش - مطار العريش الدولي القاعدة
- القاهرة - مطار القاهرة الدولي

الأردن
- عمان - مطار عمان المدني

المملكة العربية السعودية
- جدة - مطار الملك عبد العزيز الدولي

## الأسطول

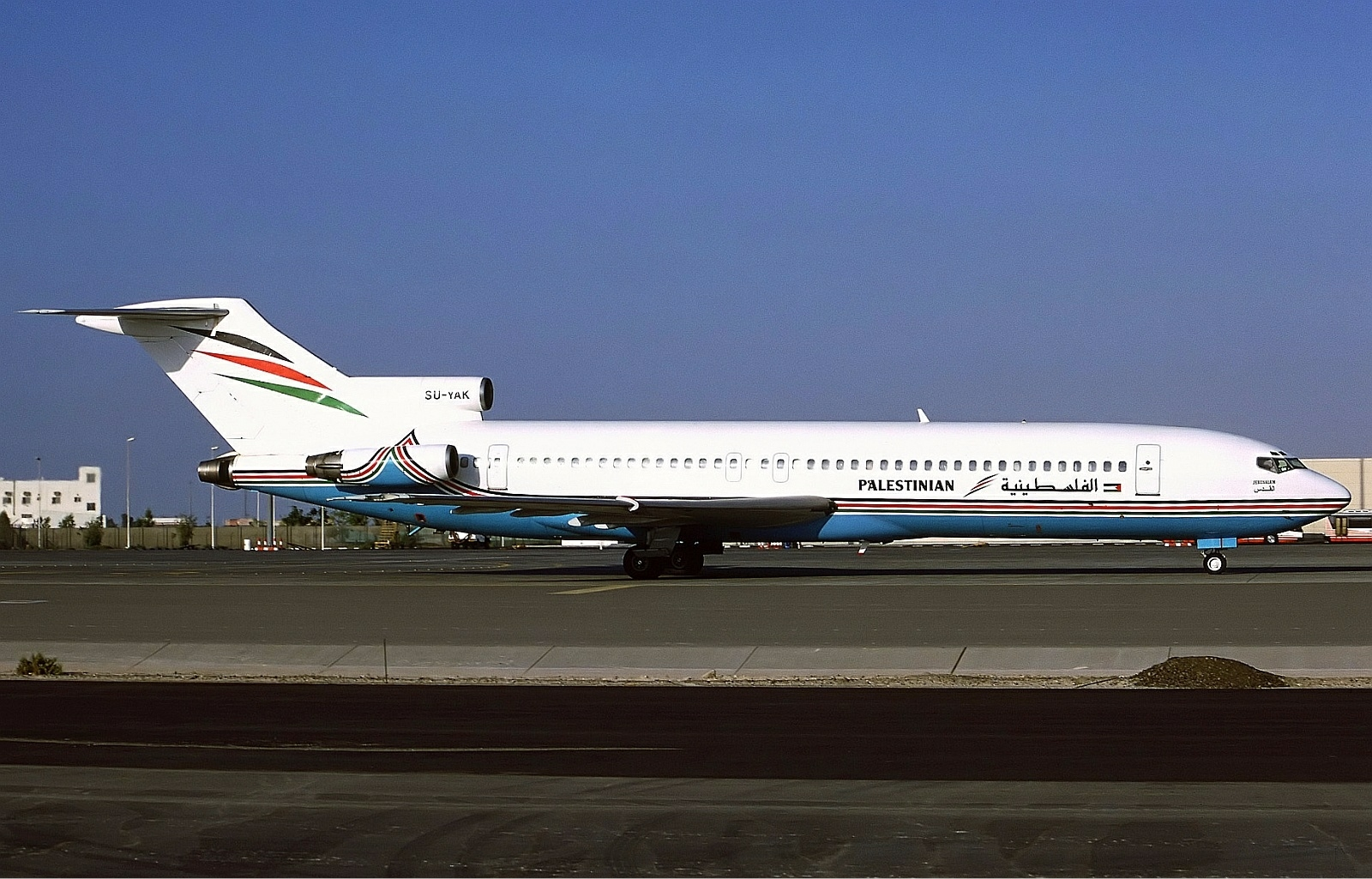
طائرة بوينغ 727 - 200 تابعة للخطوط الجوية الفلسطينية في مطار دبي الدولي.

حتى أغسطس 2006 كان أسطول الخطوط الفلسطينية يتكون من ثلاث طائرات فقط هي طائرة بوينغ 727 تتسع لعدد 158 راكباً (12 راكب في الدرجة الأولى و146 في الدرجة الاقتصادية) وطائرتي فوكر 50 سعة 48 راكباً.

## التوقف
تم إغلاق الخطوط الجوية الفلسطينية لأسباب متعددة، أهمها:
- بعد اندلاع الانتفاضة الثانية عام 2000، أصبح من الصعب على الخطوط الجوية الفلسطينية العمل بشكل طبيعي بسبب القيود الأمنية الإسرائيلية وإغلاق مطار غزة الدولي، الذي كان المطار الرئيسي للشركة.
- إغلاق مطار غزة الدولي: المطار الذي افتُتح عام 1998 كان رمزًا لسيادة فلسطينية جزئية، لكنه دُمّر بشكل كبير من قبل القوات الإسرائيلية في بداية الانتفاضة الثانية، مما جعل من المستحيل استمرار عمليات الشركة من داخل الأراضي الفلسطينية.